# Never Gonna Leave This Bed
Never Gonna Leave This Bed is een nummer van de Amerikaanse poprockband Maroon 5 uit 2011. Het is de derde single van hun derde studioalbum Hands All Over.
Frontman Adam Levine vertelde aan The Sun hoe het nummer tot stand kwam: "Ik was helemaal uitgeput en ging naar huis, pakte een gitaar en begon dit nummer te schrijven. Het is mijn favoriet op de plaat. Het is het meest eerlijke. Het weerspiegelt een wanhopig verlangen om iemand in mijn leven te hebben, waar het mij op dat moment aan ontbrak". Het nummer werd een kleine hit in Amerika, waar het de 55e positie bereikte in de Billboard Hot 100. Ook in het Nederlandse taalgebied was het succes bescheiden; met een 29e positie in de Nederlandse Top 40, en in Vlaanderen een 14e positie in de Tipparade.

## Tracklijst
- Cd-single

1. "Never Gonna Leave This Bed" - 3:16
2. "Never Gonna Leave This Bed (Serban Pop Mix)" - 3:16